# Paul Émile Flye-Sainte-Marie
 (décembre 2015).
Paul Émile Flye-Sainte-Marie, né le 21 septembre 1830 à Vitry-le-François (Marne) et décédé le 8 octobre 1896 à Kerguen, Arradon (Morbihan), est un officier et homme politique français.

## Biographie

### Formation et carrière militaire
Paul Emile Flye-Sainte-Marie est le fils d'un notaire de Vitry-le-François. Il intègre l'école Polytechnique, et en sort officier d'artillerie en 1852. Il participe à la guerre de Crimée, et plus précisément au siège de Sébastopol en 1855, où il est gravement blessé au bras droit qu'on doit lui amputer. Cela lui vaut d'être fait chevalier de la Légion d'honneur. Il poursuit sa carrière militaire en Algérie (probablement la campagne de Djurdjura contre la rébellion kabyle en 1857) et en Italie (campagne d’Italie de 1859, contre l’empire d’Autriche) où il se distingue à la bataille de Solférino.
En 1861, il épouse Marie Thérèse Genty de Bussy, la fille de Pierre Genty de Bussy, homme politique de la Monarchie de Juillet, avant de quitter l'armée en 1864 pour devenir receveur des finances.
Lors de la guerre franco prussienne de 1870, bien que réformé du fait de son handicap, il s'engage volontairement dès le 4 septembre, le lendemain de la capitulation de Sedan. Capitaine au 10e Régiment d'Artillerie, il dirige avec beaucoup de courage une batterie lors de la bataille de Champigny, ce qui lui vaut un peu plus tard d'être promu officier de la Légion d'honneur.

### Carrière politique
En 1871, il se présente avec succès aux élections et est élu député de la Marne de 1871 à 1872, siégeant à gauche et votant contre l'abrogation des lois d'exil, contre le pouvoir constituant et pour la dissolution. En août 1872, estimant qu'il a rempli le mandat reçu de ses électeurs, il démissionne de son siège de député. En 1878, il est nommé Trésorier Payeur Général.
Paul Emile Flye-Sainte-Marie aimae aussi dessiner et peindre. Même après son amputation, il continue de peindre et dessiner avec son bras valide, mais aussi avec un pinceau entre ses orteils.

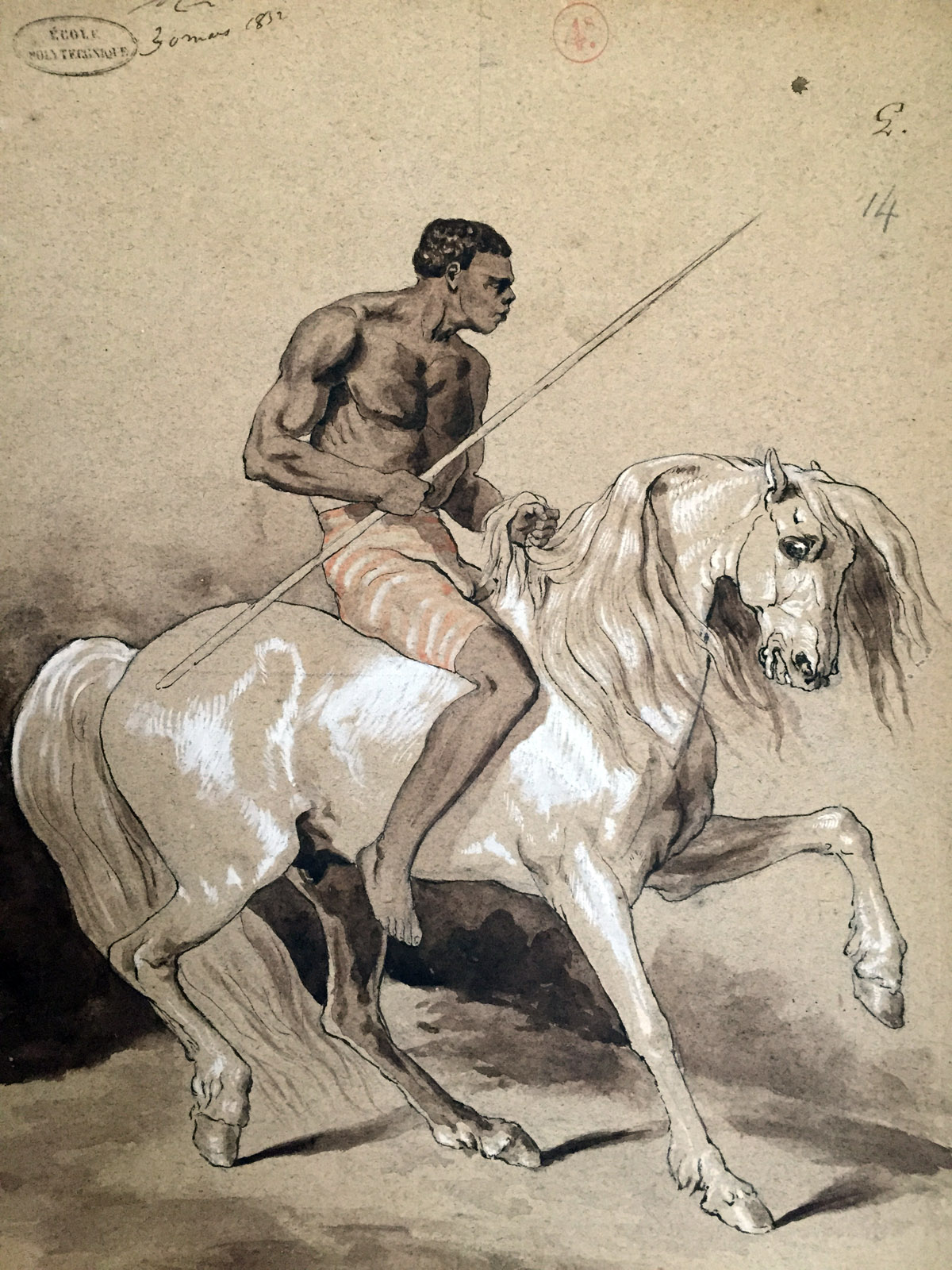
Dessin fait par Paul Emile Flye Sainte Marie en 1852, à l'École polytechnique.

Il mourut le 8 octobre 1896 dans sa maison de Kerguen en Arradon.

## Décorations
- Grand officier de la Légion d'honneur[1]

## Descendance
Il a quatre fils : Joseph, Paul, Gabriel et Pierre. Tous sont officiers de carrière, participant à la Première Guerre mondiale où trois d'entre eux (Joseph, Paul et Gabriel) sont gravement blessés. Pierre Flye Sainte-Marie devient général après s'être distingué dans la conquête du Sahara avec Laperrine.

### Sources
- « Paul Émile Flye-Sainte-Marie », dans Adolphe Robert et Gaston Cougny, Dictionnaire des parlementaires français, Edgar Bourloton, 1889-1891 [détail de l’édition]
- Archives Nationales de la Légion d'Honneur (Base Léonore)